# Грант, Натали
Натали́ Грант (англ. Natalie Grant; 21 декабря 1971, Сиэтл, Вашингтон, США) — американская певица, автор песен современной христианской музыки и актриса.

## Биография
Натали Грант родилась 21 декабря 1971 года в Сиэтле (штат Вашингтон, США).
Натали окончила Northwest University, получив профессию школьного учителя.

## Карьера
Натали начала свою музыкальную карьеру в 1999 году и в том же году она выпустила своей первый студийный альбом — Natalie Grant. Затем Грант выпустила ещё 11 альбомов:
- 2001: Stronger
- 2003: Deeper Life
- 2004: Worship with Natalie Grant and Friends
- 2005: Awaken
- 2005: Believe
- 2008: Relentless
- 2010: Love Revolution
- 2013: Hurricane
- 2015: Be One
- 2020: No Stranger
- 2023: Seasons

Натали сама пишет большинство своих песен.
В 2004 году Натали озвучила Кейт в фильме «Роуч подход: не прозевать», а в 2011 году она сыграла Айлин Коннорс в фильме «Решение».

## Личная жизнь
С 27 августа 1999 года Натали замужем за продюсером Берни Хермсом. У супругов есть трое дочерей: близнецы Грэйс Ана Хермс и Изабелла Ноэль Хермс (род.16.02.2007) и Сэйди Роуз Хермс (род.17.12.2010).